# 221 (numero)
Duecentoventuno (221) è il numero naturale dopo il 220 e prima del 222.

## Proprietà matematiche
- È un numero dispari.
- È un numero composto con i quattro divisori: 1, 13, 17, 221. Poiché la somma dei suoi divisori (escluso il numero stesso) è 31 < 221, è un numero difettivo.
- È un numero semiprimo.
- È un numero omirpimes.
- Può essere espresso in due modi diversi sia come somma che come differenza di due quadrati: 221=112+102=142+52 e 221=152-22=1112-1102.
- È un numero quadrato centrato e 22-gonale centrato.
- È sia la somma di cinque primi consecutivi (221=37+41+43+47+53) che di nove primi consecutivi (221=11+13+17+19+23+29+31+37+41).
- È un numero di Ulam.
- È un numero malvagio.
- È il numero di grafi planari hamiltoniani con 7 vertici.
- È un numero palindromo nel sistema di numerazione posizionale a base 7 (434), in quello a base 11 (191) e nel sistema numerico esadecimale (DD). In quest'ultima base è altresì un numero a cifra ripetuta.
- M(221) = 5, un picco che non sarà raggiunto di nuovo fino a 554.[1]
- È parte delle terne pitagoriche (21, 220, 221), (60, 221, 229), (85, 204, 221), (104, 195, 221), (140, 171, 221), (221, 1428, 1445), (221, 1872, 1885), (221, 24420, 24421).
- È un numero congruente.

## Astronomia
- 221P/LINEAR è una cometa periodica del sistema solare.
- 221 Eos è un asteroide della fascia principale del sistema solare.

## Astronautica
- Cosmos 221 è un satellite artificiale russo.

## Altri ambiti
- L'additivo alimentare E221 è il conservante solfito di sodio.
- +221 è il prefisso telefonico internazionale del Senegal.
- 221B Baker Street è l'indirizzo di Sherlock Holmes nei romanzi di Arthur Conan Doyle.
- Nell'anno 221 a.C. Gaio Flaminio fece costruire a Roma un secondo ippodromo, il Circo Flaminio.